# Jeffrey Sarpong
Jeffrey Nana Darko Sarpong (Amsterdam, 3 agosto 1988) è un calciatore olandese, centrocampista svincolato.

## Palmarès

### Club

#### Competizioni nazionali
- Coppa dei Paesi Bassi: 2

Ajax: 2005-2006, 2006-2007
- Campionato lituano: 1

Panevėžys: 2023
- Supercoppa di Lituania: 2

Panevėžys: 2021, 2024